# Roseli de Belo
Roseli de Belo (* 7. September 1969 in São Paulo) ist eine ehemalige brasilianische Fußballspielerin.

## Karriere
Roseli de Belo spielte in ihrer Heimat für den EC Radar, mit dem sie Brasilien beim FIFA-Frauen-Einladungsturnier 1988 repräsentierte. Sie wurde von der Presse ins All-Star-Team berufen. 1991 nahm sie an der Weltmeisterschaft in China teil. Vier Jahre später kam sie zu ihrer zweiten Weltmeisterschafts-Teilnahme in Schweden. 1995 folgte ein Wechsel nach Japan zu den Takarazuka Bunnys, für die sie bis 1997 aktiv war. Danach kehrte sie nach Brasilien zurück und spielte fortan für Corinthians São Paulo und CR Vasco da Gama. 2001 zog es sie in die Vereinigten Staaten, wo sie 2001 für Washington Freedom und 2002 für die, Kansas City Mystics spielte. Danach kehrte sie wieder nach Brasilien zurück und war für den Saad EC aktiv.
Insgesamt nahm sie an drei Olympischen Spielen (1996, 2000 und 2004) teil. Bei ihrer dritten Teilnahme in Athen konnte sie mit der brasilianischen Mannschaft die Silbermedaille gewinnen.